# Miss Italia 2000
Miss Italia 2000 si è svolta a Salsomaggiore Terme in quattro serate: il 6, il 7, il 9 e l'11 settembre 2000. La finale, inizialmente prevista per il 10 settembre, è stata posticipata di un giorno, in rispetto per le vittime dell'alluvione del torrente Soverato. Il concorso è stato condotto da Fabrizio Frizzi, in diretta da Salsomaggiore Terme. Presidente della giuria artistica è Paolo Bonolis, che ha incoronato la vincitrice del concorso, la venticinquenne Tania Zamparo di Roma. Seconda classificata la ventunenne Barbara Di Palma di Vico Equense (NA), vincitrice del titolo di Miss Amarea Moda Mare e infine terza la diciottenne Alessia Signorini di Pontedera (PI) vincitrice della fascia Ragazza Sasch Modella Domani.
La sigla era la canzone Mi piaci di Alex Britti.

## Giuria tecnica
- Paolo Bonolis (Presidente) - Presentatore
- Enrico Vanzina - Sceneggiatore
- Tiziana Luxardo - Fotografa
- Carlo Pignatelli - Stilista
- Tonino Delli Colli - Direttore della Fotografia
- Ciacia Guzzetti - Casting Moda e Pubblicità
- Bernardo De Muro - Esperto di comunicazione
- Franco Maria Ricci - Editore
- Alfredo Stecchi - Esperto di Fitness

## Piazzamenti
| Risultato finale     | Concorrente           |
| -------------------- | --------------------- |
| Miss Italia 2000     | - – Tania Zamparo     |
| Seconda classificata | - – Barbara Di Palma  |
| Terza classificata   | - – Alessia Signorini |
| Quarta classificata  | - – Cecilia Capriotti |
| Quinta classificata  | - – Pamela Zichichi   |
| Sesta classificata   | - – Virginia Lolli    |

## Altri riconoscimenti
- Miss Cinema: Elisa Isoardi
- Miss Eleganza: Pamela Zichichi
- Ragazza Sasch Modella Domani: Alessia Signorini
- Miss Deborah: Sara Casci
- Miss Amarea Moda Mare: Barbara Di Palma
- Miss Wella: Chiara Chini
- Miss Miluna: Alessandra Boi
- Miss Bellezza Rocchetta: Virginia Lolli
- Miss Sorriso Bio-Etyc: Daniela Aparecida Ganzella
- Meri Ragazza in Gambissime: Eleonora Sannibale
- Miss Televolto: Veronica Stievano
- Miss TV Sorrisi e Canzoni: Tania Zamparo
- Miss Berloni: Cecilia Capriotti
- Ragazza Immagine: Sabrina Conti
- Miss Top Girl: Lucia Granatello
- Fashion Girl: Francesca Banti

## Le concorrenti
001) Elisa Isoardi (Miss Valle d'Aosta)

002) Anna Ferrero (Miss Piemonte)

003) Pamela Zichichi (Miss Lombardia)

004) Erika Turina (Miss Trentino Alto Adige)

005) Lara Komar (Miss Friuli Venezia Giulia)

006) Valentina Serugeri (Miss Veneto)

007) Elisa Richichi (Miss Liguria)

008) Luana Stanghellini (Miss Emilia)

009) Alessandra Ciani (Miss Romagna)

010) Alessia Signorini (Miss Toscana)

011) Ilaria De Angelis (Miss Umbria)

012) Chiara Nadenich (Miss Marche)

013) Michéle Caneppele De Almeida (Miss Lazio)

014) Alessandra Caprioni (Miss Abruzzo)

015) Lucia Granatello (Miss Campania)

016) Enza Delli Carri (Miss Molise)

017) Mariangela Stufano (Miss Puglia)

018) Claudia Pingitore (Miss Calabria)

019) Veronica Mondany (Miss Basilicata)

020) Francesca Fazio (Miss Sicilia)

021) Paola Diana (Miss Sardegna)

022) Veronica Barbatano (Miss Roma)

023) Eleonora Sannibale (Miss Cinema Lazio)

024) Anita Tramontano (Miss Eleganza Lazio)

025) Federica Borzini (Miss Sorriso Bio-Etyc Piemonte)

026) Silvana Silveri (Miss Sorriso Bio-Etyc Lombardia)

027) Sara Morassi (Miss Sorriso Bio-Etyc Friuli Venezia Giulia)

028) Chiara Cucconi (Miss Sorriso Bio-Etyc Emilia)

029) Valentina Massi (Miss Sorriso Bio-Etyc Romagna)

030) Francesca Banti (Miss Sorriso Bio-Etyc Toscana)

031) Alessia Mondani (Miss Sorriso Bio-Etyc Marche)

032) Nancy Gorgone (Miss Sorriso Bio-Etyc Lazio)

033) Valentina Brugnoli (Miss Sorriso Bio-Etyc Roma)

034) Concetta Borrelli (Miss Sorriso Bio-Etyc Campania)

035) Federica Servi (Ragazza Sasch Modella Domani Lombardia)

036) Paola Tosato (Ragazza Sasch Modella Domani Trentino Alto Adige)

037) Erika Xompero (Ragazza Sasch Modella Domani Veneto)

038) Dalila Gualco (Ragazza Sasch Modella Domani Liguria)

039) Daniela Aparecida Ganzella (Ragazza Sasch Modella Domani Emilia)

040) Morena Fabbri (Ragazza Sasch Modella Domani Romagna)

041) Elisa Borghi (Ragazza Sasch Modella Domani Toscana)

042) Eleonora Cavallari (Ragazza Sasch Modella Domani Lazio)

043) Georgia Pennarossa (Ragazza Sasch Modella Domani Abruzzo)

044) Cristina Di Liberti (Ragazza Sasch Modella Domani Marche)

045) Stefania Marta Viola (Ragazza Sasch Modella Domani Calabria)

046) Nicoletta Steri (Ragazza Sasch Modella Domani Sardegna)

047) Giovanna Arco (Miss Rocchetta Bellezza Val d'Aosta)

048) Pamela Brocchetta (Miss Rocchetta Bellezza Trentino Alto Adige)

049) Elisa Losi (Miss Rocchetta Bellezza Emilia)

050) Alessandra Vanni (Miss Rocchetta Bellezza Romagna)

051) Chiara Colotti (Miss Rocchetta Bellezza Toscana)

052) Tania Zamparo (Miss Rocchetta Bellezza Marche)

053) Paola Valentini (Miss Rocchetta Bellezza Lazio)

054) Annamaria Calabrese (Miss Rocchetta Bellezza Campania)

055) Emanuela Sprocatti (Miss Rocchetta Bellezza Molise)

056) Valentina Gallù (Miss Rocchetta Bellezza Puglia)

057) Giovanna Basile (Miss Rocchetta Bellezza Sicilia)

058) Margherita Picasso (Miss Rocchetta Bellezza Sardegna)

059) Sonia Deambrogio (Miss Deborah Piemonte)

060) Sara Geroin (Miss Deborah Veneto)

061) Chiara Di Vinci (Miss Deborah Lombardia)

062) Sara Camparini (Miss Deborah Emilia)

063) Silvia Simoni (Miss Deborah Toscana)

064) Melania Iezzi (Miss Deborah Marche)

065) Sabrina Conti (Miss Deborah Lazio)

066) Lella Colacicco (Miss Deborah Campania)

067) Annalisa Riga (Miss Deborah Sicilia)

068) Roberta Paglialonga (Miss Deborah Sardegna)

069) Chiara Scapin (Miss Wella Lombardia)

070) Linda Guastella (Miss Wella Veneto)

071) Marina Bindi (Miss Wella Liguria)

072) Sara Casci (Miss Wella Toscana)

073) Valeria Allevi (Miss Wella Marche)

074) Roberta Granati (Miss Wella Lazio)

075) Noemi Giangrande (Miss Wella Abruzzo)

076) Floriana Summa (Miss Wella Puglia)

077) Barbara Di Palma (Miss Wella Basilicata)

078) Laura Sanna (Miss Wella Sardegna)

079) Chiara Chini (Miss Amarea Moda Mare Lombardia)

080) Veronica Stievano (Miss Amarea Moda Mare Veneto)

081) Virginia Lolli (Miss Amarea Moda Mare Liguria)

082) Lucia Lenzi (Miss Amarea Moda Mare Emilia)

083) Maria Chiara Gadoni (Miss Amarea Moda Mare Romagna)

084) Venusia Lo Verde (Miss Amarea Moda Mare Toscana)

085) Anna Iafulli (Miss Amarea Moda Mare Marche)

086) Margherita Di Pasquale (Miss Amarea Moda Mare Lazio)

087) Chiara Chiariatti (Miss Amarea Moda Mare Puglia)

088) Giada Papaleo (Miss Amarea Moda Mare Calabria)

089) Maurina Bella (Miss Amarea Moda Mare Sicilia)

090) Daniela Muntoni (Miss Amarea Moda Mare Sardegna)

091) Tecla Crocco (Meri Ragazza in Gambissime Val d'Aosta)

092) Federica Rizzo (Meri Ragazza in Gambissime Liguria)

093) Silvia Zaghini (Meri Ragazza in Gambissime Romagna)

094) Ilaria Moretti (Meri Ragazza in Gambissime Toscana)

095) Lucia Rondina (Meri Ragazza in Gambissime Marche)

096) Michela Carrani (Meri Ragazza in Gambissime Lazio)

097) Cecilia Capriotti (Meri Ragazza in Gambissime Abruzzo)

098) Melania Battista (Meri Ragazza in Gambissime Campania)

099) Barbara Marano (Meri Ragazza in Gambissime Sicilia)

100) Alessandra Boi (Meri Ragazza in Gambissime Sardegna)

## Riserve
101) Laura Picchione